# Iglesia ortodoxa de San Nicolás (Vilna)
La iglesia del Espíritu Santo (en lituano: Šv. Nikolajaus Stebukladario palaikų Pernešimo cerkvė; en ruso: Никольская церковь) es un edificio religioso ortodoxo que se localiza en Vilna, Lituania. La iglesia está administrada por la eparquía ortodoxa rusa de Lituania.

## Historia
Según una leyenda popular, la primera capilla ortodoxa de madera, situada en el lugar de la actual iglesia de San Nicolás, se construyó alrededor de 1340. Siete años después, supuestamente, allí fueron enterrados los mártires de Vilna. Sin embargo, en 1350, Uliana de Tver, la segunda esposa del príncipe Algirdas, ordenó construir una nueva iglesia de ladrillo. En 1514, esta iglesia fue reemplazada por otra más grande. Siguió siendo ortodoxa hasta 1609, cuando, como la mayoría de las iglesias ortodoxas de Vilna, fue entregada a los uniatos por orden personal del rey Segismundo III Vasa.
Alrededor de 1740, la iglesia fue destruida completamente por un incendio y reconstruida en estilo barroco. En 1839, el gobierno local ruso cerró la parroquia uniata y devolvió el edificio a los ortodoxos. Después del fallido Levantamiento de Enero polaco, fue completamente reconstruida en estilo neobizantino por iniciativa personal del gobernador general de Vilna, Mijaíl Nikoláyevich Muraviov-Vilenski. La iglesia renovada debía ser otro símbolo de la dominación rusa en la ciudad, convirtiéndose en la quinta iglesia ortodoxa del casco antiguo de Vilna. Muraviov también ordenó la construcción de la capilla de San Miguel Arcángel, que debía conmemorar su victoria sobre el levantamiento polaco. En 1866, toda la iglesia fue consagrada de nuevo. El papel del gobernador general en la reconstrucción de la iglesia se describe en una placa de mármol en la pared occidental de la iglesia.
Después de la Segunda Guerra Mundial, la iglesia fue cerrada, pero en 1947, el gobierno estalinista aceptó reabrirla como iglesia parroquial. La renovación general del edificio tuvo lugar antes de 1956.

## Galería

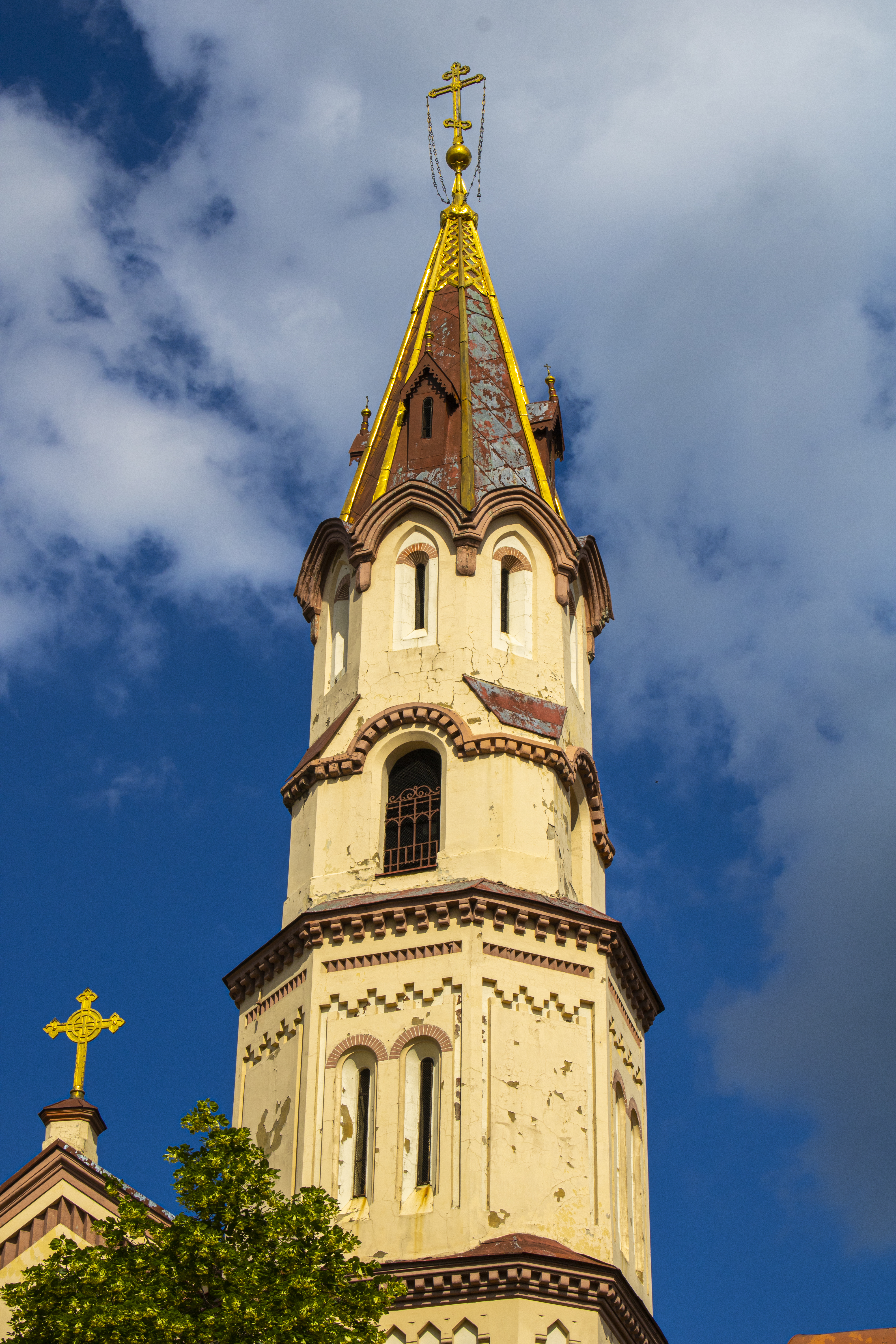
Detalle del campanario
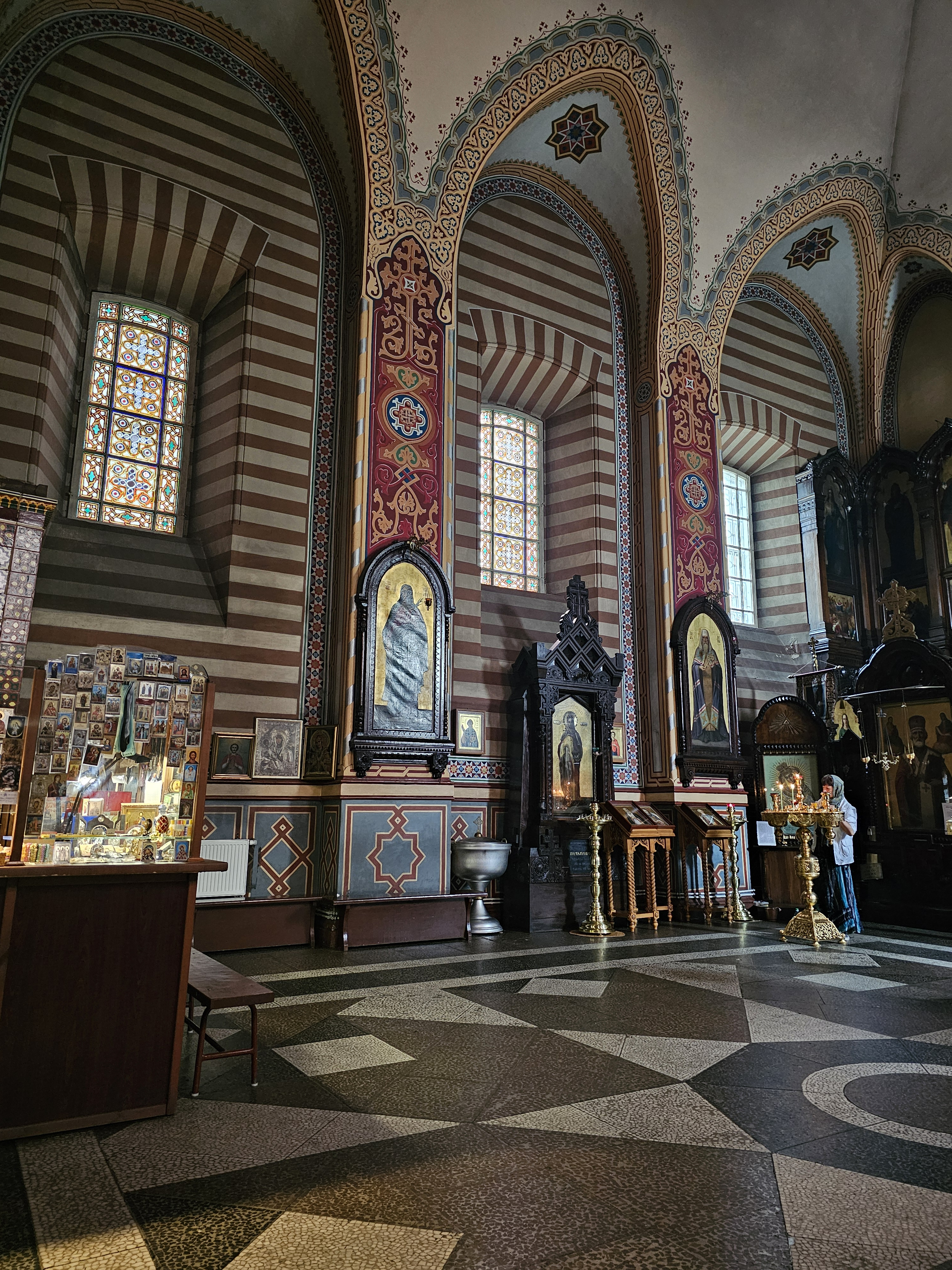
Interior de la iglesia
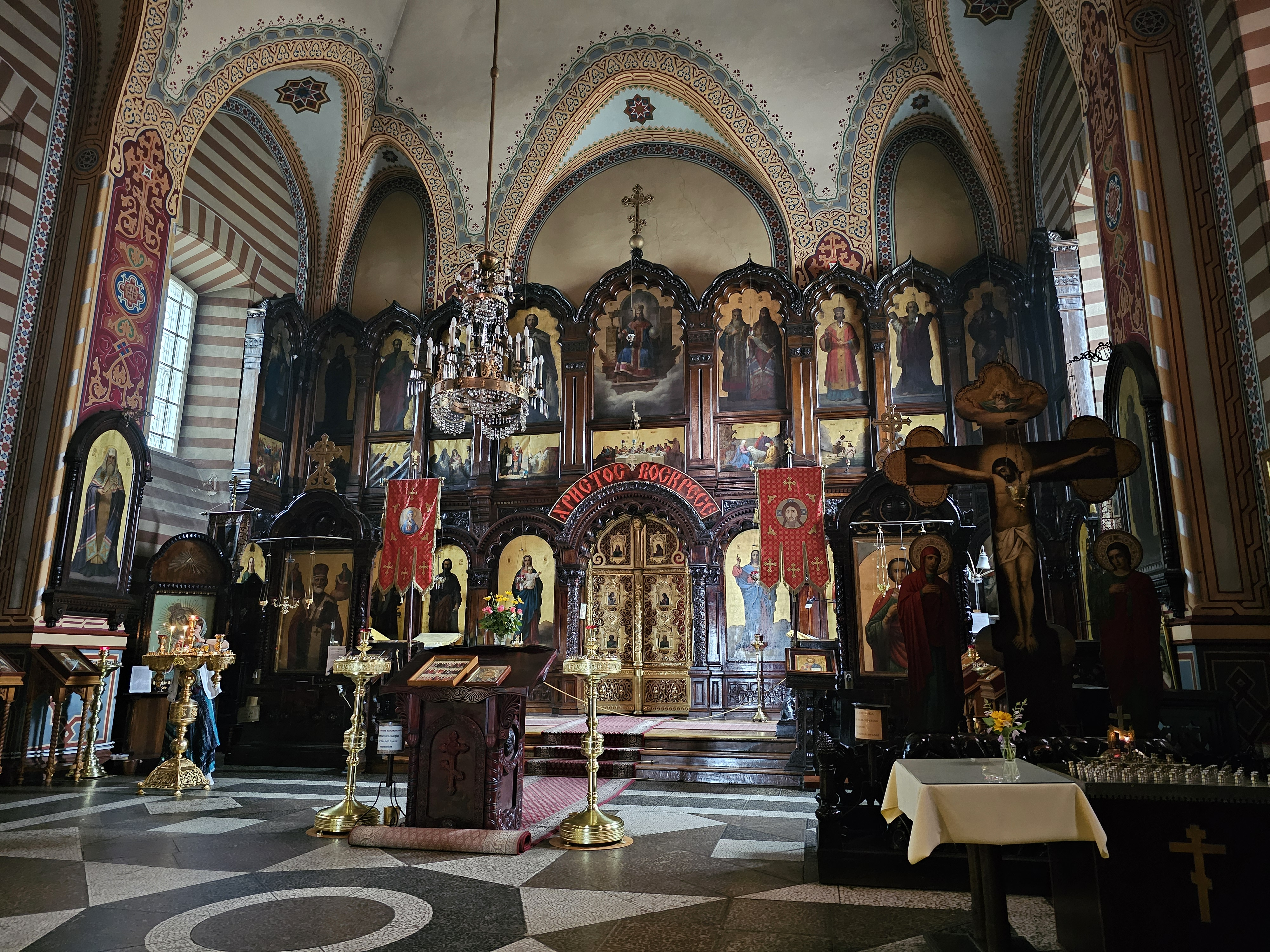
Iconostasio